# Gekko
Gekko – rodzaj jaszczurek z rodziny gekonowatych (Gekkonidae).

## Zasięg występowania
Rodzaj obejmuje gatunki występujące we wschodniej i południowo-wschodniej Azji (Chińska Republika Ludowa, Indie, Nepal, Bhutan, Bangladesz, Mjanma, Laos, Wietnam, Kambodża, Tajlandia, Malezja, Singapur, Tajwan, Korea Południowa, Japonia, Filipiny, Brunei, Indonezja i Timor Wschodni) oraz w zachodniej Oceanii (Palau, Papua-Nowa Gwinea, Wyspy Salomona i Vanuatu).

## Systematyka

### Etymologia
- Gekko (Geeko, Gecko, Gecus, Geko, Gecco): nowołac. gecco, gecko lub gekko, nazwa stosowana do rodzaju jaszczurek, wśród których niektóre gatunki kraczą lub ćwierkają, stąd nazwa „gecko”, od mal. gēkok[15].
- Platydactylus: gr. πλατυς platus ‘szeroki’[16]; δακτυλος daktulos ‘palec’[17]. Gatunek typowy: Gecko guttatus Daudin, 1802 (= Lacerta gecko Linnaeus, 1758).
- Ptychozoon (Ptyxozoon, Ptychozoon): gr. πτυξ ptux, πτυχος ptukhos ‘warstwa, fałda’, od πτυσσω ptussō ‘sfałdować’[18]; ζωον zōon ‘zwierzę’[19]. Gatunek typowy: Lacerta homalocephala Creveldt, 1809 (= Ptychozoon kuhli Stejneger, 1902).
- Pteropleura: gr. πτερον pteron ‘skrzydło, wiosło’[20]; πλευρα pleura ‘bok’[21]. Gatunek typowwy: Pteropleura horsfieldii Gray, 1827.
- Lomatodactylus: gr. λωμα lōma, λωματος lōmatos ‘brzeg, granica, rąbek szaty’[22]; δακτυλος daktulos ‘palec’[17]. Gatunek typowy: Gekko vittatus Houttuyn, 1782.
- Scelotretus: gr. σκελος skelos, σκελεος skeleos ‘noga’[23]; τρητος trētos ‘przebity, dziurkowany’[24]. Gatunek typowy: Gekko vittatus Houttuyn, 1782.

### Podział systematyczny
Z analiz filogenetycznych przeprowadzonych przez Browna i współpracowników (2012) oraz Pyrona, Burbrinka i Wiensa (2013) wynika, że rodzaj Gekko jest parafiletyczny; z analiz tych wynika, że gatunki zaliczane do tego rodzaju nie tworzą kladu, do którego nie należałyby także wszystkie gatunki zaliczane do rodzaju Ptychozoon, a także gatunek Luperosaurus iskandari i (według Browna i współpracowników) być może również Luperosaurus gulat. Zdaniem Browna i współpracowników w tej sytuacji konieczny jest podział rodzaju Gekko na mniejsze, monofiletyczne rodzaje, albo włączenie do tego rodzaju gatunków Luperosaurus gulat i L. iskandari oraz wszystkich gatunków z rodzaju Ptychozoon; w takim ujęciu do rodzaju należą następujące gatunki:

- Gekko aaronbaueri Tri, Thai, Phimvohan, David & Teynié, 2015
- Gekko adleri Nguyen, Wang, Yang, Lehmann, Le, Ziegler & Bonkowski, 2013
- Gekko albofasciolatus (Günther, 1867)
- Gekko albomaculatus (Giebel, 1861)
- Gekko alpinus Ma, Shi, Shen, Chang & Jiang, 2024
- Gekko athymus Brown & Alcala, 1962
- Gekko auriverrucosus Zhou & Liu, 1982
- Gekko badenii Szczerbak & Nekrasova, 1994
- Gekko bannaense (Wang, Wang Jian & Liu, 2016)
- Gekko boehmei Luu, Calame, Nguyen, Le & Ziegler, 2015
- Gekko bonkowskii Luu, Calame, Nguyen, Le & Ziegler, 2015
- Gekko brooksii Boulenger, 1920
- Gekko browni (Russell, 1979)
- Gekko canaensis Tri & Gamble, 2011
- Gekko canhi Rösler, Nguyen, Doan, Ho, Nguyen & Ziegler, 2010
- Gekko carusadensis Linkem, Siler, Diesmos, Sy & Brown, 2010
- Gekko chinensis (Gray, 1842)
- Gekko cib Lyu, Lin, Ren, Jiang, Zhang, Qi & Wang, 2021
- Gekko cicakterbang (Grismer, Wood, Grismer, Quah, Thy, Phimmachak, Sivongxay, Seateun, Stuart, Siler, Mulcahy, Anamza & Brown, 2019)
- Gekko coi Brown, Siler, Oliveros, Diesmos & Alcala, 2011
- Gekko crombota Brown, Oliveros, Siler & Diesmos, 2008
- Gekko ernstkelleri Rösler, Siler, Brown, Demegillo & Gaulke, 2006
- Gekko flavimaritus Rujirawan, Fong & Aowphol, 2019
- Gekko gecko (Linnaeus, 1758) – toke[27]
- Gekko gigante Brown & Alcala, 1978
- Gekko grossmanni Günther, 1994
- Gekko guishanicus Lin & Yao, 2016
- Gekko gulat (Brown, Diesmos, Duya, Garcia & Rico, 2010)
- Gekko hokouensis Pope, 1928
- Gekko horsfieldii (Gray, 1827)
- Gekko hulk Grismer, Pinto, Quah, Anuar, Cota, McGuire, Iskandar, Wood & Grismer, 2022
- Gekko intermedium (Taylor, 1915)
- Gekko iskandari (Brown, Supriatna & Ota, 2000)
- Gekko japonicus (Schlegel, 1836)
- Gekko jinjiangensis Hou, Shi, Wang, Shu, Zheng, Qi, Liu, Jiang & Xie, 2021
- Gekko kabkaebin (Grismer, Wood, Grismer, Quah, Thy, Phimmachak, Sivongxay, Seateun, Stuart, Siler, Mulcahy, Anamza & Brown, 2019)
- Gekko kaengkrachanense (Sumontha, Pauwels, Kunya, Limlikhitaksorn, Ruksue, Taokratok, Ansermet & Chanhome, 2012)
- Gekko kaiyai Zhang, Wu & Zhang, 2023
- Gekko khunkhamensis Sitthivong, Lo, Nguyen, Ngo, Khotpathoom, Le, Ziegler & Luu, 2021
- Gekko kikuchii (Oshima, 1912)
- Gekko kuhli (Stejneger, 1902) – fałdoskórkon indomalajski[27]
- Gekko kwangsiensis Yang, 2015
- Gekko lauhachindai Panitvong, Sumontha, Konlek & Kunya, 2010
- Gekko liboensis Zhou, Liu & Li, 1982
- Gekko lionotum (Annandale, 1905)
- Gekko melli (Vogt, 1922)
- Gekko mindorensis Taylor, 1919
- Gekko mizoramensis Lalremsanga, Muansanga, Vabeiryureilai & Mirza, 2023
- Gekko monarchus (Schlegel, 1836)
- Gekko nadenensis Luu, Nguyen, Le, Bonkowski & Ziegler, 2017
- Gekko nicobarensis (Das & Vijayakumar, 2009)
- Gekko nutaphandi Bauer, Sumontha & Pauwels, 2008
- Gekko palawanensis Taylor, 1925
- Gekko palmatus Boulenger, 1907
- Gekko paucituberculatus Wang, Qi, Zhou & Wang, 2024
- Gekko petricolus Taylor, 1962
- Gekko phuyenensis Nguyen, Nguyen, Orlov, Murphy & Nguyen, 2021
- Gekko popaense (Grismer, Wood, Thura, Grismer, Brown & Stuart, 2018)
- Gekko porosus Taylor, 1922
- Gekko pradapdao Meesook, Sumontha, Donbundit & Pauwels, 2021
- Gekko prep Zhou, Chen, Liu, Li, Qi, Li & Peng, 2025
- Gekko reevesii (Gray, 1831)
- Gekko remotus Rösler, Ineich, Wilms & Böhme, 2012
- Gekko rhacophorus (Boulenger, 1899)
- Gekko romblon Brown & Alcala, 1978
- Gekko rossi Brown, Oliveros, Siler & Diesmos, 2009
- Gekko russelltraini Ngo, Bauer, Wood, & Grismer, 2009
- Gekko scabridus Liu & Zhou, 1982
- Gekko scientiadventura Rösler, Ziegler, Vu, Herrmann & Böhme, 2004
- Gekko sengchanthavongi Luu, Calame, Nguyen, Le & Ziegler, 2015
- Gekko shibatai Toda, Sengoku, Hikida & Ota, 2008
- Gekko shiva Pauwels, Meesook, Donbundit, Jindamad, Topai & Sumontha, 2025
- Gekko siamensis Grossmann & Ulber, 1990
- Gekko similignum Smith, 1923
- Gekko smithii Gray, 1842
- Gekko sorok (Das, Lakim & Kandaung, 2008)
- Gekko stoliczkai Chandramouli, Gokulakrishnan, Sivaperuman & Grismer, 2021
- Gekko subpalmatus (Günther, 1864)
- Gekko swinhonis Günther, 1864
- Gekko taibaiensis Song, 1985
- Gekko takouensis Ngo & Gamble, 2010
- Gekko tawaensis Okada, 1956
- Gekko thakhekensis Luu, Calame, Nguyen, Le, Bonkowski & Ziegler, 2014
- Gekko tokehos (Grismer, Wood, Grismer, Quah, Thy, Phimmachak, Sivongxay, Seateun, Stuart, Siler, Mulcahy, Anamza & Brown, 2019)
- Gekko trinotaterra (Brown, 1999)
- Gekko truongi Phung & Ziegler, 2011
- Gekko verreauxi Tytler, 1865
- Gekko vertebralis Toda, Sengoku, Hikida & Ota, 2008
- Gekko vietnamensis Sang, 2010
- Gekko vittatus Houttuyn, 1782 – gekon paskowany[27]
- Gekko wenxianensis Zhou & Wang, 2008
- Gekko yakuensis Matsui & Okada, 1968